# Ермаков, Дмитрий Николаевич
Дмитрий Николаевич Ермаков (род. 23 января 1970, Москва) — российский учёный, доктор политических наук, доктор экономических наук, кандидат исторических наук, профессор, специалист в области проблем предпринимательского, банковского, транспортного права, экономики труда и социального страхования. Крупный учёный, основоположник и автор учебных курсов дисциплин по инновационно- аналитической деятельности, стратегического маркетинга и инновационного менеджмента. Создатель и бессменный руководитель  научных школ. 
Член Гильдии маркетологов, академик РАЕН, Академик Российской академии социальных наук, Академик Российской академии социального образования, почётный работник высшего профессионального образования Российской Федерации (2015), почётный работник науки и техники Российской Федерации (2018).

## Биография

### Образование
| № п/п | Год окончания | Официальное название учебного заведения                                                              | Специальность / направление                                      | Квалификация                                                                         |
| ----- | ------------- | --- | ---------------------------------------------------------------- | ------------------------------------------------------------------------------------ |
| 1     | 1992          | Московский педагогический университет                                                                | История, Государство и право и социально-политические дисциплины | Учитель истории, Государства и права и социально-политических дисциплин (с отличием) |
| 2     | 1995          | Аспирантура Московского педагогического университета по специальности: «07.00.03 - всеобщая история» | Преподаватель-исследователь                                      | Преподаватель-исследователь                                                          |
| 3     | 2003          | Международная академия предпринимательства (Москва)                                                  | Юриспруденция (гражданско-правовая)                              | Юрист                                                                                |
| 4     | 2011          | Московский новый юридический институт                                                                | Экономика «Финансы и кредит»                                     | Экономист                                                                            |
| 5     | 2015          | Российский государственный социальный университет                                                    | Природообустройство и водопользование                            | Магистр 20.04.02. Природообустройство и водопользование                              |

#### Диссертационные исследования
| Название (ученая степень, шифр и специальность) | Год защиты / степень готовности |
| --- | ------------------------------- |
| Особенности исторического развития Аргентины в годы правления администрации Хуана Доминго де Перона: история, проблемы и итоги. Диссертация на соискание учёной степени кандидата исторических наук по специальности: «07.00.03 — всеобщая история» (Московский педагогический университет).                                                         | 1995                            |
| Теория и практика перонизма: историко-политологический анализ. Диссертация на соискание учёной степени доктора политических наук по специальности: «23.00.02 — политические институты, процессы и технологии» (Военный университет МО РФ). | 2004                            |
| «Инвестиционная деятельность негосударственных пенсионных фондов в реализации региональных социальных проектов». Диссертация на соискание учёной степени кандидата экономических наук по специальности: «08.00.05 — экономика и управление народным хозяйством (региональная экономика)» (Институт региональных экономических исследований, Москва). | 2007                            |
| «Тенденции развития российской пенсионной системы». Диссертация на соискание учёной степени доктора экономических наук по специальности: «08.00.05 — экономика и управление народным хозяйством (экономка труда)» (НИИ труда и социального страхования Минтруда России).                                                                             | 2013                            |